# Paul Luiz van Eijk
Paul Luiz van Eijk (ur. 16 marca 1986 w Nowej Zelandii) – piłkarz z Wysp Cooka grający na pozycji obrońcy w Nikao Rarotonga. Posiada także obywatelstwo nowozelandzkie.
Karierę rozpoczął w 2004 roku w nowozelandzkim Auckland Grammar School. W 2004 roku przeniósł się do grającego na Wyspach Cooka Nikao Rarotonga.
Z tym klubem 6 razy został mistrzem kraju i 2 razy zdobył puchar kraju.
W reprezentacji Wysp Cooka zadebiutował w 2004 roku. Łącznie w niej rozegrał 7 meczów.